# Mansjon
Mansjon - stała (niezmienna podczas trwania sztuki), konwencjonalna struktura sceniczna. Elementy urządzenia sceny (tzw. Scena symultaniczna) jakich używano głównie we Francji, przy wystawianiu sztuk średniowiecznych czy renesansowych do reprezentowania miejsca, gdzie dana akcja się rozgrywa, np. pałac, jaskinia, sąd.
Mansjony stanowiące dekorację misterium  podczas trwania interludium często zasłaniane były kotarami.
Słowo pochodzi z francuskiego mansion - postój, stacja; z łaciny mansio - pobyt, mieszkanie; manēre - przebywać, pozostawać, mieszkać.